# 33334 Turon
33334 Turon è un asteroide della fascia principale. Scoperto nel 1998, presenta un'orbita caratterizzata da un semiasse maggiore pari a 3,0003336 UA e da un'eccentricità di 0,0314432, inclinata di 12,02004° rispetto all'eclittica.